# De geïllustreerde man
De geïllustreerde man (Amerikaanse titel: The illustrated man) is een bundeling van 18 sciencefictionverhalen uit 1951 van de Amerikaanse schrijver Ray Bradbury. De verhalen geven inzicht in de menselijke aard, met thema's als de tijd tussen koude, emotieloze technologie en de menselijke psychologie. Het boek werd in 1952 genomineerd voor de International Fantasy Award.
De achttien verhalen zijn verbonden middels een raamvertelling waarin een niet bij naam genoemde verteller een ontmoeting heeft met de geïllustreerde man; een voormalige freakshow-artiest wiens lichaam geheel bedekt is met bewegende tatoeages. Deze tatoeages zijn aangebracht door een oude vrouw die uit de toekomst is gekomen, maar net zo snel weer verdween. Terwijl de geïllustreerde man slaapt, observeert de verteller de tatoeages, die elke 1 van de verhalen uitbeelden.
De verhalenbundel werd in Nederland in 1976 uitgegeven door Born NV Uitgeversmaatschappij, maar die drukkerij verdween daarna snel van het podium. In 1984 kwam Uitgeverij Spectrum met een nieuwe versie onder dezelfde titel, maar de titels van de onderlinge verhalen waren hier en daar aangepast. Deze uitgeverij had trouwens in 1950 ook al een bundel uitgegeven getiteld De laatste Martiaan, waarin een aantal verhalen van De geïllustreerde man waren opgenomen.

## De verhalen
| Originele titel             | Jaar | Titel Born                                  | Alternatieve titel        |
| --------------------------- | ---- | ------------------------------------------- | ------------------------- |
|                             |      | Proloog                                     |                           |
| The veldt                   | 1950 | De vlakte                                   | Leeuwen in de savanne     |
| Kaleidoscope                | 1949 | Kaleidoscoop                                |                           |
| The other foot              | 1951 | De rollen zijn omgekeerd                    |                           |
| The highway                 | 1950 | De straatweg                                |                           |
| The man                     | 1949 | De man                                      |                           |
| The long rain               | 1950 | De eeuwige regen                            | De regen                  |
| The rocket man              | 1951 | De raketpiloot                              |                           |
| The fire balloons           | 1951 | De vuurballons                              | De vuurballonnen          |
| The last night of the world | 1951 | De laatste nacht van de wereld              |                           |
| The exiles                  | 1949 | De ballingen                                |                           |
| No particular night or day  | 1951 | Geen bepaalde nacht en geen bepaalde morgen | Geen avond en geen morgen |
| The fox and the forest      | 1950 | De vos en het bos                           | De vos en het woud        |
| The visitor                 | 1948 | De bezoeker                                 |                           |
| The concrete mixer          | 1949 | De betonmolen                               |                           |
| Marionettes Inc.            | 1949 | Marionetten NV                              |                           |
| The city                    | 1950 | De stad                                     |                           |
| Zero hour                   | 1947 | Het uur nul                                 | Invasie is kinderspel     |
| The rocket                  | 1950 | De raket                                    |                           |
|                             |      | Epiloog                                     |                           |

## Bewerkingen
In 1969 werd het boek verfilmd, met Rod Steiger en Claire Bloom in de hoofdrollen. De film bevat de verhalen "The Veldt", "The Long Rain", en "The Last Night of the World".
De verhalen "The Veldt", "The Fox and the Forest", "Marionettes, Inc.", en "Zero Hour" werden tussen 1955 en 1957 bewerkt voor het radioprogramma X Minus One. "The Veldt", "The Concrete Mixer", "The Long Rain", "Zero Hour", en "Marionettes Inc." werden tevens bewerkt voor de tv-serie The Ray Bradbury Theater.